# Le Breuil (Rodan)
Le Breuil – miejscowość i gmina we Francji, w regionie Owernia-Rodan-Alpy, w departamencie Rodan.
Według danych na rok 1990 gminę zamieszkiwało 310 osób, a gęstość zaludnienia wynosiła 55 osób/km² (wśród 2880 gmin regionu Rodan-Alpy Le Breuil plasuje się na 1319. miejscu pod względem liczby ludności, natomiast pod względem powierzchni na miejscu 1463.).